# Kirikuküla (Antsla)
Kirikuküla (de naam betekent ‘kerkdorp’) is een plaats in de Estlandse gemeente Antsla, provincie Võrumaa. De plaats heeft de status van dorp (Estisch: küla).
Tot in 2017 hoorde Kirikuküla bij de gemeente Urvaste. In oktober van dat jaar werd Urvaste bij de gemeente Antsla gevoegd.

## Bevolking
Het dorp had 29 inwoners op 31 december 2011 en 27 inwoners op 31 december 2021.

## Geografie
Kirikuküla ligt aan het meer Uhtjärv (43,5 ha). In het dorp staat de kerk van het buurdorp Urvaste.
Het dorp werd pas in 1922 voor het eerst genoemd als nederzetting rond de kerk.

## Kerk van Urvaste
De middeleeuwse kerk van Urvaste (Urvaste Urbanuse kirik) is de enige basiliek op het Estische platteland. De aan Sint-Urbanus gewijde kerk werd in 1413 voor het eerst genoemd, maar is waarschijnlijk 14de-eeuws en daarmee het oudste bewaard gebleven gebouw van Võrumaa. Vermoedelijk namen de Baltisch-Duitse families von Uexküll en von Tiesenhausen het initiatief voor de bouw van de kerk, die een groot deel van de omgeving, ook bijvoorbeeld Antsla, bediende. De dom van Riga stond er model voor. In 1627 brandde de kerk af; in de jaren daarna werd ze opnieuw opgebouwd. In 1889 werd de kerk naar het oosten toe uitgebreid tot een driebeukige basiliek en kreeg ze een neogotisch interieur. Het orgel is in 1938 gebouwd door de orgelbouwersfamilie Kriisa. De parochie is aangesloten bij de Estische Evangelisch-Lutherse Kerk.
250 meter ten zuidwesten van de kerk ligt het kerkhof.

## Foto's

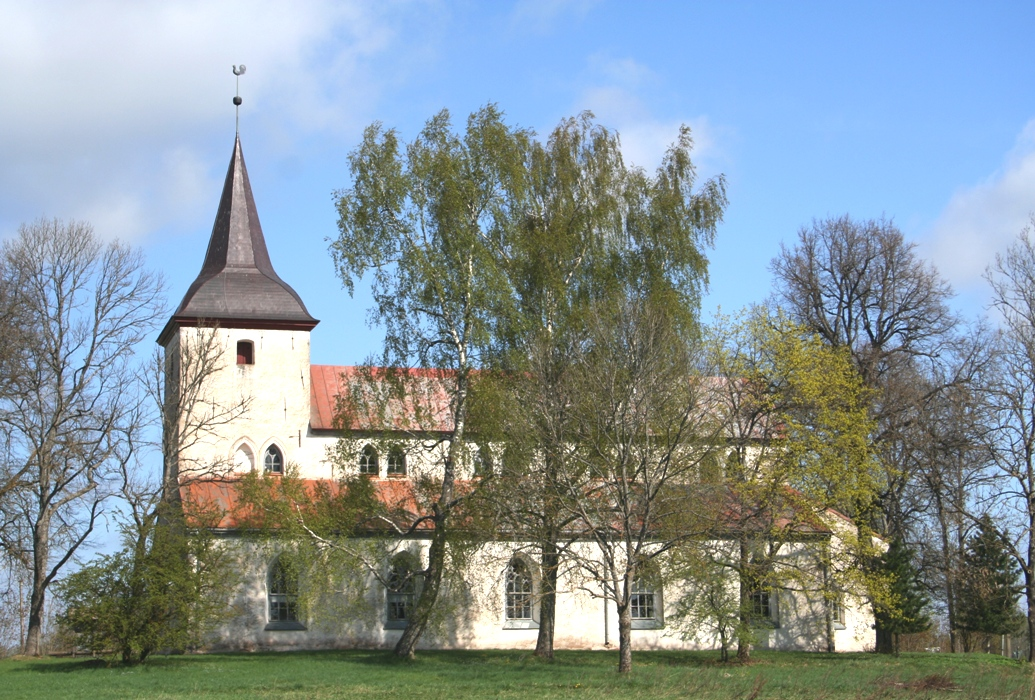
De kerk van Urvaste
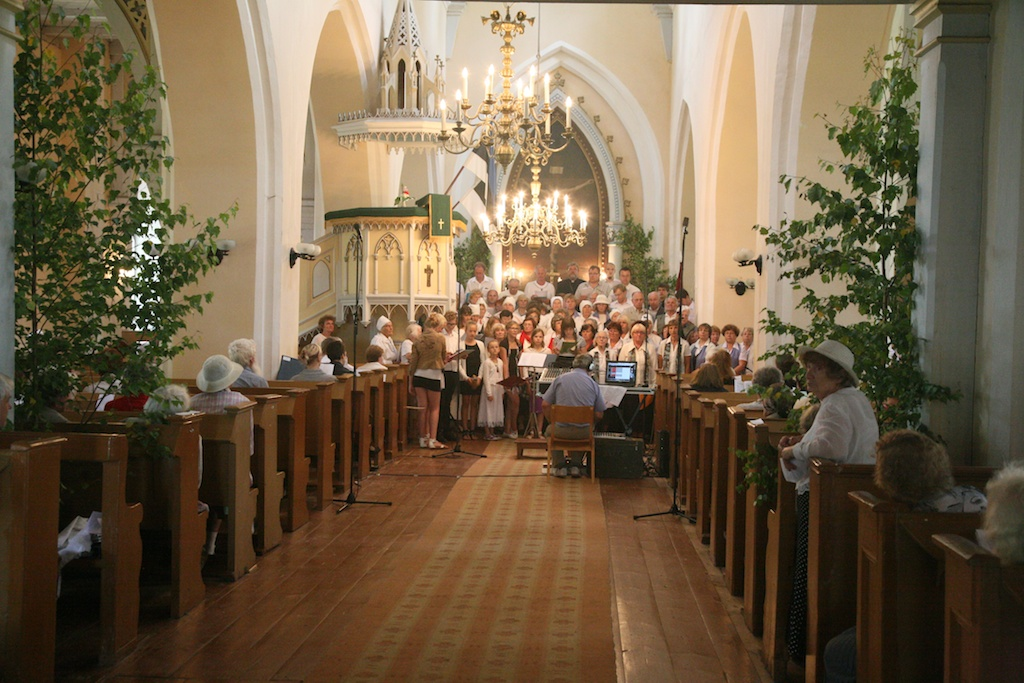
Optreden van een koor in de kerk
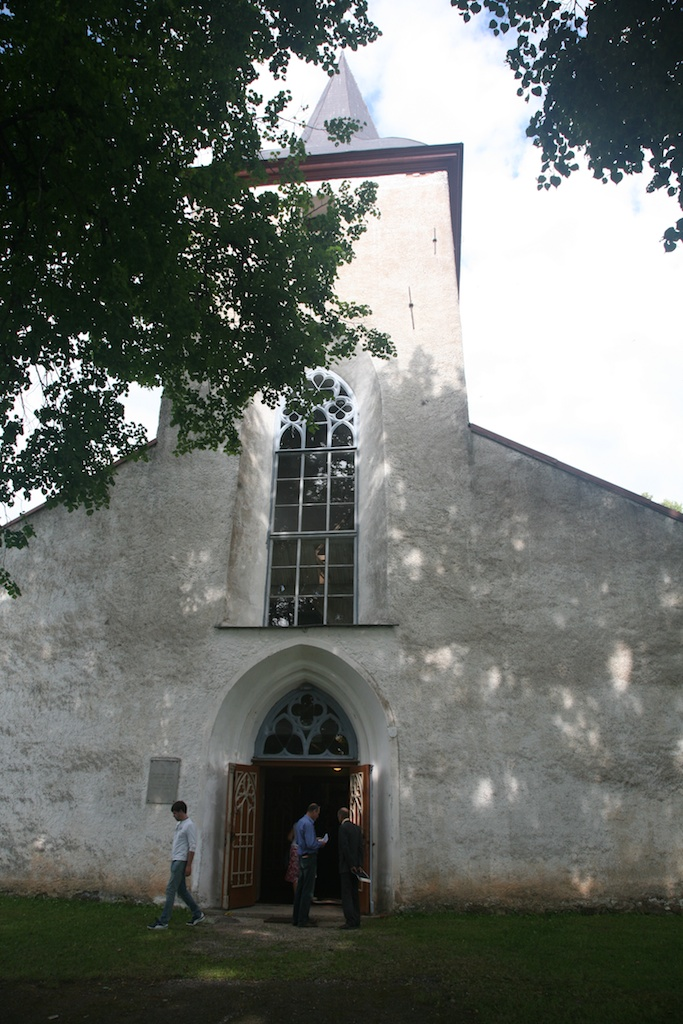
De ingang
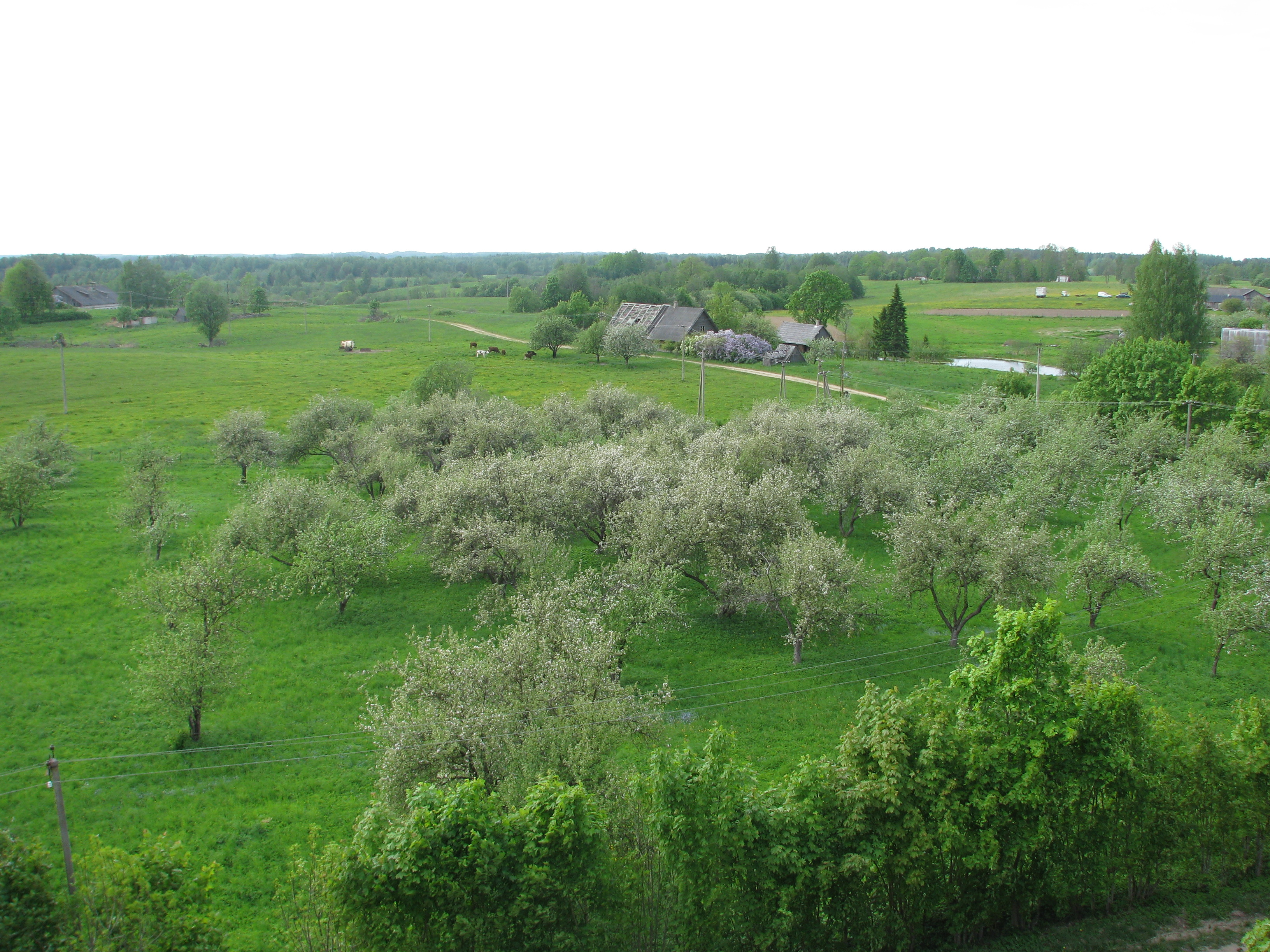
Uitzicht vanaf de toren van de kerk
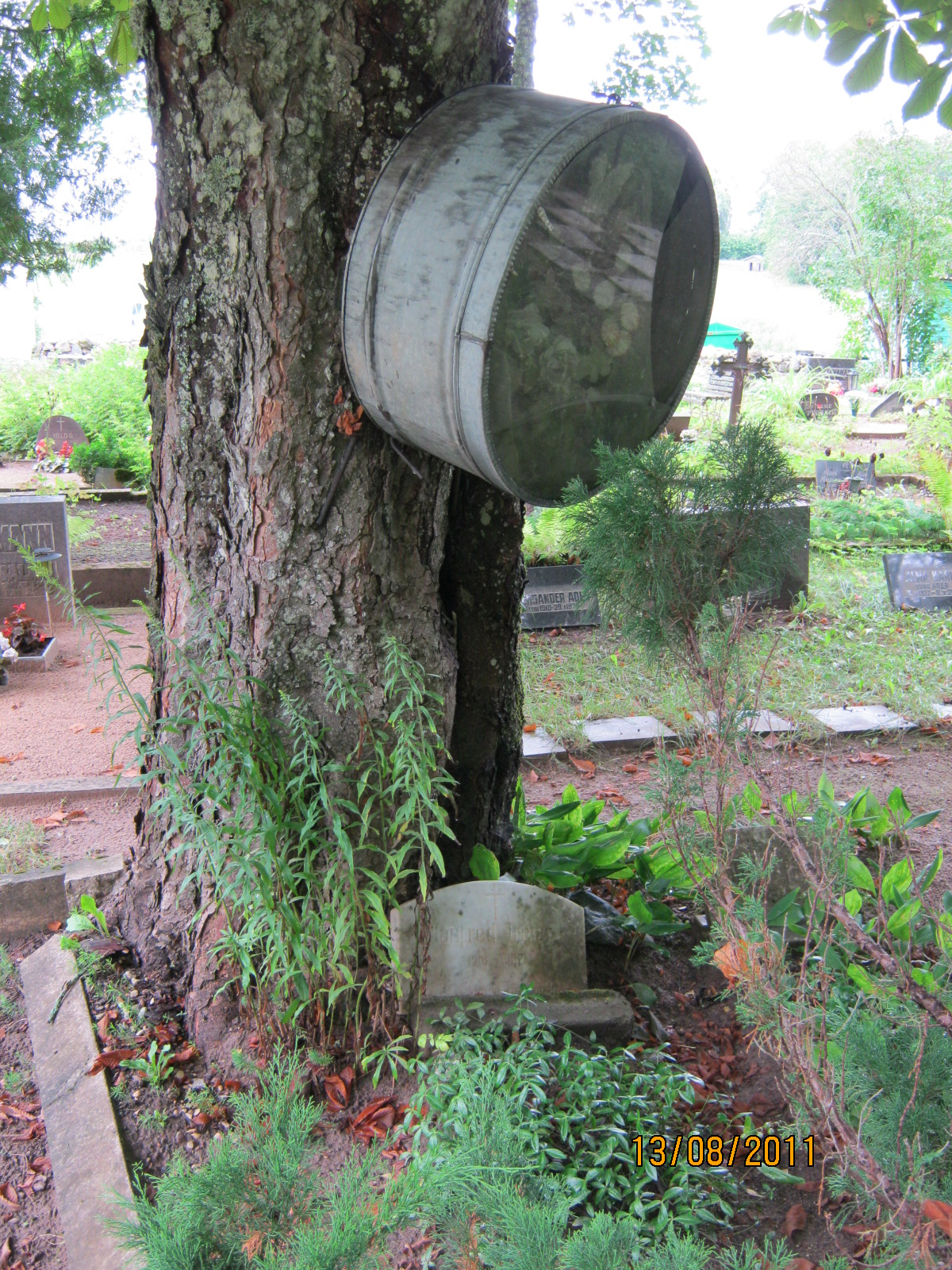
Het kerkhof
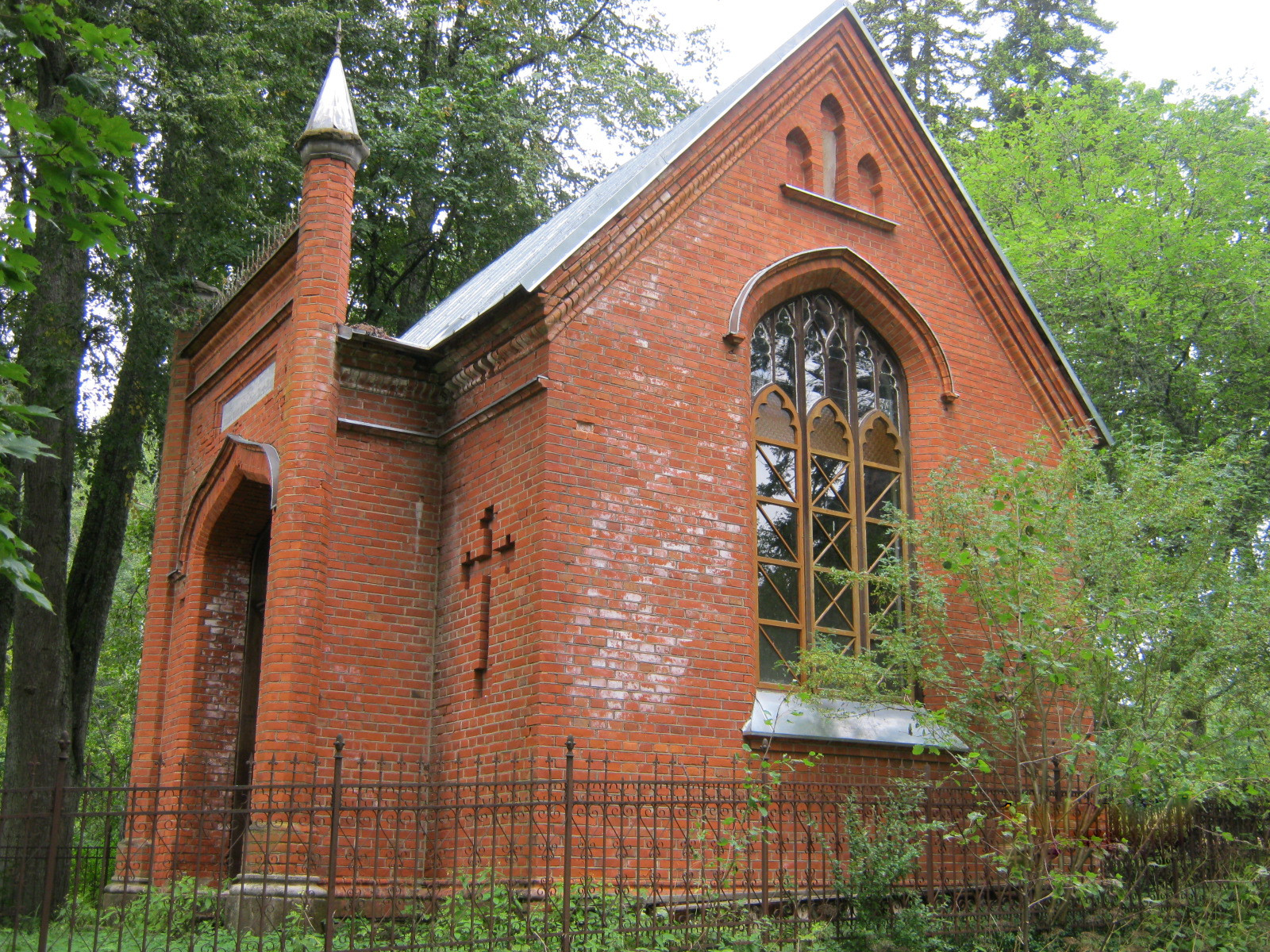
Kapel op het kerkhof